# Русское радио (Україна)
Русское радио Україна — колишня радіостанція в Україні. В минулому — філія російської радіостанції «Русское радио», згодом представники радіостанції заявили про незалежність від російського власника. Музичний формат — популярні пісні здебільшого російською, іноді українською мовами.

## Історія
В Україні радіо розпочав мовлення 4 грудня 2001 року.
Спершу радіостанція ретранслювала етер однойменної російської радіостанції. Станом на середину 2000-х років абсолютна більшість ефіру була заповнена програмами власного виробництва, найчастіше російськомовними.
У 2006—2009 роках відбувався перехід на українську мову частини ведучих станції, в етері з'являлися пісні українських виконавців (переважно російською), серед яких Quest Pistols Show, Міка Ньютон, неАнгели, NikitA, Ольга Горбачова, Василь Лазарович та інші.
Найпомітніших змін у ефірі радіостанція зазнала після Революції гідності, початку війни РФ проти України та запровадження мовних квот для ЗМІ.
Радіо є ініціатором таких проєктів, як «Золотий грамофон», «Міс Русское радио Україна», «Золота Жар-Птиця».
У 2016—2022 роках основним наповненням етеру була сучасна популярна російськомовна музика українських та російських виконавців. На той час у зв'язку з набранням чинності законом про квоти на українські пісні та мову на радіо кількість пісень українською в ефірі радіостанції почала збільшуватися.

### Закриття
27 лютого 2022 року через російське вторгнення в Україну та припинення дипломатичних відносин з РФ, радіохолдинг «ТАВР Медіа» оголосив про закриття і переформатування радіостанції «Русское радио Україна». Опівдні 26 лютого 2022 року було закрито сайт радіостанції та видалено сторінки в соцмережах. У етері практично всіх українських радіостанцій тимчасово велася трансляція звукового супроводу телемарафону «Єдині новини».
7 березня 2022 року замість радіостанції «Русское Радио Україна» була запущена радіостанція «Радіо Байрактар», а 19 травня 2022 року Національна рада з питань телебачення і радіомовлення офіційно переоформила позивні.

## Стосунки з Росією
Представники радіостанції на своєму сайті заявляли, що не мали «жодних господарських та юридичних стосунків з російською компанією „Русская Медиа Группа“». На сайті радіостанції з 2016 по 2022 рік про стосунки з РФ було написано наступне:
«Русское Радио Україна» входить до групи радіостанцій «ТАВР МЕДІА», яка була заснована українськими громадянами на території України. Жодного стосунку до компанії «Русская Медиа Группа», яка знаходиться на території держави-агресора, наша радіостанція не має. Також жодних господарських та юридичних стосунків з «Русским Радио» у Москві ми не маємо, і будь-які дії, спрямовані на підтримку ними терористичної діяльності Росії на території України, різко засуджуємо

## Програми
- Будильники
- ПораДомойШоу
- Золотий грамофон
- Червона рута
- Стіл замовлень
- НЕранкове шоу з Михайлом Плотніковим